# John Didrik Stenberg

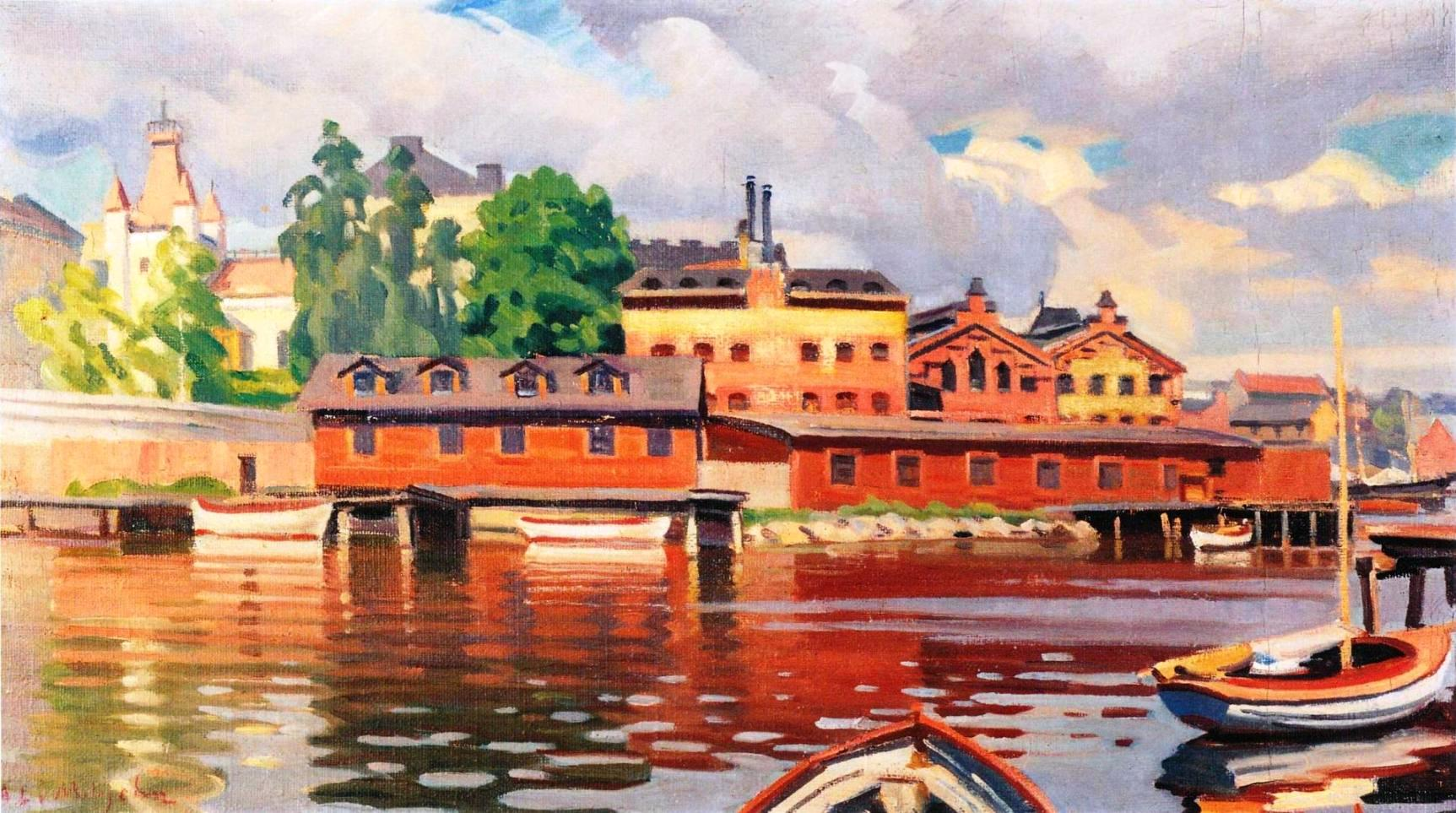
John Stenbergs Maskinfabrik på Broholmen i Helsingfors, målad av Ali Munsterhjelm, 1920-talet

John Didrik Stenberg, född 31 mars 1841 i Helsingfors, död 30 januari 1886 i Helsingfors, var en finländsk ingenjör och företagare.
John Stenberg var son till företagaren och affärsmannen Johan Daniel Stenberg (1809–1880) och Mathilda Johanna Hartmuth (1816–1891). Han utbildade sig till mekanikingenjör i Tyskland med examen 1861. Han etablerade en ingenjörsbyrå i Viborg och var mellan 1867 och 1871 chef för Paul Wahl & Co i Varkaus. Han ledde därefter den av hans far ägda mekaniska verkstaden J.D. Stenberg & Söner i Helsingfors, tills han 1872 grundade sitt eget företag John Stenbergs Maskinfabrik, också i Helsingfors.
Han organiserade Finska allmänna industriutställningen 1876, Finlands första, i Brunnsparken i Helsingfors.
John Stenberg gifte sig 1867 med Pelagia "Pauline" Siliverstoff (1848–1920). Paret hade sju barn, bland andra John Dager Stenberg (1873–1951), som senare också var chef för John Stenbergs Maskinfabrik (då omdöpt till Oy John Stenberg Ab).